# Международный день дружбы

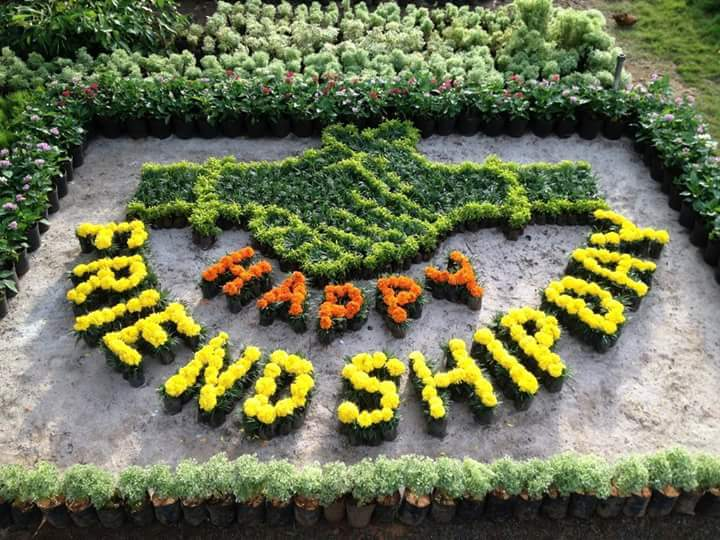
Международный день дружбы

Междунаро́дный день дружбы (на других официальных языках ООН: англ. International Friendship Day, араб. اليوم الدولي للصداقة, ‎исп. Día Internacional de la Amistad, кит. 国际友谊日, фр. Journée internationale de l’amitié
) — отмечается 30 июля. Провозглашён Генеральной Ассамблеей ООН 27 апреля 2011 года (Резолюция A/RES/65/275) на 65-й сессии.
В своём послании от 27 октября 2014 года Генеральный секретарь ООН Пан Ги Мун призвал:

В этом году Международный день дружбы пришелся на то время, когда во многих частях мира идут широкомасштабные войны, ширятся насилие и недоверие между людьми. Люди, которые раньше жили в согласии, оказываются в условиях конфликта со своими соседями; люди, у которых нет иного выбора, кроме как жить вместе, оказываются все дальше друг от друга.
Какова бы ни была причина вражды и вооруженного насилия, какие бы могущественные силы ни стояли за ними, человеческий дух может быть гораздо сильнее. Наш священный долг заключается в том, чтобы обеспечить его торжество.
В эти трудные и непредсказуемые времена крайне важно протянуть друг другу руки с тем, чтобы не допустить возникновения конфликтов и заложить долговечный фундамент прочного мира.
По случаю Международного дня дружбы давайте вспомним о том, что нас связывает вне зависимости от расы, религии, пола, сексуальной ориентации или границ. Давайте же развивать солидарность, ведь мы — единая человеческая семья на нашей единственной планете. Давайте же стремиться к настоящей и прочной дружбе.